# Vladimír Jancura
Vladimír Jancura (ur. 20 lipca 1948 w Humenné ) – słowacki dziennikarz i reporter.

## Życiorys
Studiował dziennikarstwo na Wydziale Filozoficznym Uniwersytetu Komeńskiego w Bratysławie. Od 1969 roku pracował w gazetach regionalnych i w „Pravdzie”.
W latach 1980–1983 odbył studia podyplomowe na Akademii Nauk Społecznych przy KC KPZR. W latach 1972–1986 pracował w redakcji pisma „Nové slovo”. W 1986 roku dołączył do zespołu redakcyjnego „Pravdy” jako stały korespondent tej gazety w Moskwie. Po powrocie do kraju w 1991 roku został szefem działu sprawozdawczego „Pravdy”. W 1995 roku na 10 miesięcy został redaktorem naczelnym „Pravdy”, a potem pracował tam jako dziennikarz i reporter. Jego żoną była dziennikarka Helenka Dvořáková (rozwiedli się).
Jego nominacja do nagrody Krištáľové krídlo nie odpowiadała kierownictwu słowackiej telewizji, a gdy organizatorzy jej nie wycofali, ta zrezygnowała z transmisji wręczenia nagród z pierwszej gali w 1997 roku.

## Nagrody
- 1997: Krištáľové krídlo w kategorii dziennikarstwo i literatura[6]